# 釜めし春

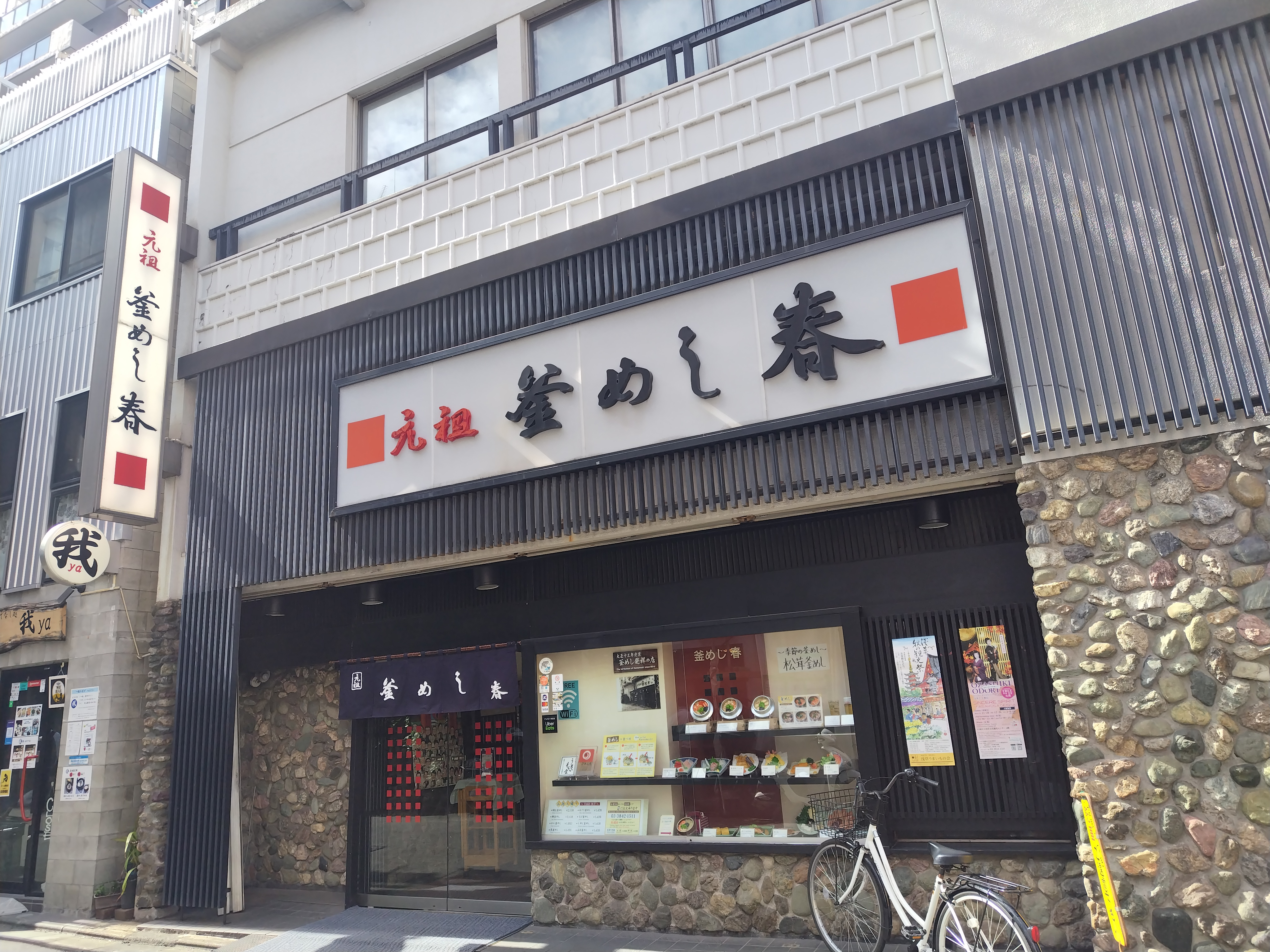
元祖釜めし春

釜めし春（かまめし はる）は、東京都台東区浅草一丁目にある日本料理店である。1924年（大正13年）創業で、釜飯発祥の店として知られる。

## 歴史
初代店主の矢野テルは浅草で定食屋を営んでいたが、1923年（大正12年）9月1日の関東大震災で焼け出され、上野の山に避難した。そこでは、各自持ち寄った材料で炊き込みご飯を作り、炊き出しを行っていた。浅草の店を再興するにあたり、矢野は「釜さえあればご飯はたべられる」と一人分の釜で炊いたご飯を提供することを考え、試行錯誤の末に一合炊きの羽釜を開発した。岡田哲著『たべもの起源事典』によると、「関東大震災の後に浅草で店を開いた豊田正利が、一合の米に様々な具を入れ、小さな釜で炊いた釜めしを創作する」と記されている。
戦後は周囲の店に請われて調理法を教えたことから、浅草には釜飯を出す店が増えた。上野に2号店を出店したのも戦後間もなくのことである。当初の店名は「釜めし」であったが、登記の際に都合がよくなかったため『釜めし春』とし、初めて釜めしの名をメニューに入れたことから「元祖」の文字を添えた。有名な、信越本線横川駅の荻野屋の「峠の釜めし」が登場したのは昭和30年代に入ってからで、1958年（昭和33年）に発売を開始した。

## 味
米は新潟県産コシヒカリと宮城県産ササニシキの特選米をブレンドし、醤油・酒・みりんを合わせたタレとともに具材を入れて炊き込む。具材の風味を損なうため、鰹節は使用していない。一番人気は五目釜めしで、具材には海老・鶏肉・椎茸・タケノコと絹さや・ミツバを使用している。五目釜めし、特上釜めし、かに釜めし、鶏釜めし、あさり釜めしなどの通年メニューのほか、春の竹の子釜めし、秋の松茸釜めし・栗釜めし、秋から冬にかけての牡蠣釜めしなど、季節の味も提供する。米を生の状態から炊き上げることから調理に20分ほどを要するため、その間に一品料理を注文する客も多い。焼き鳥や玉子焼、海老真薯をワンタンの皮で包んで揚げた「えび揚げしん丈」などを揃えている。

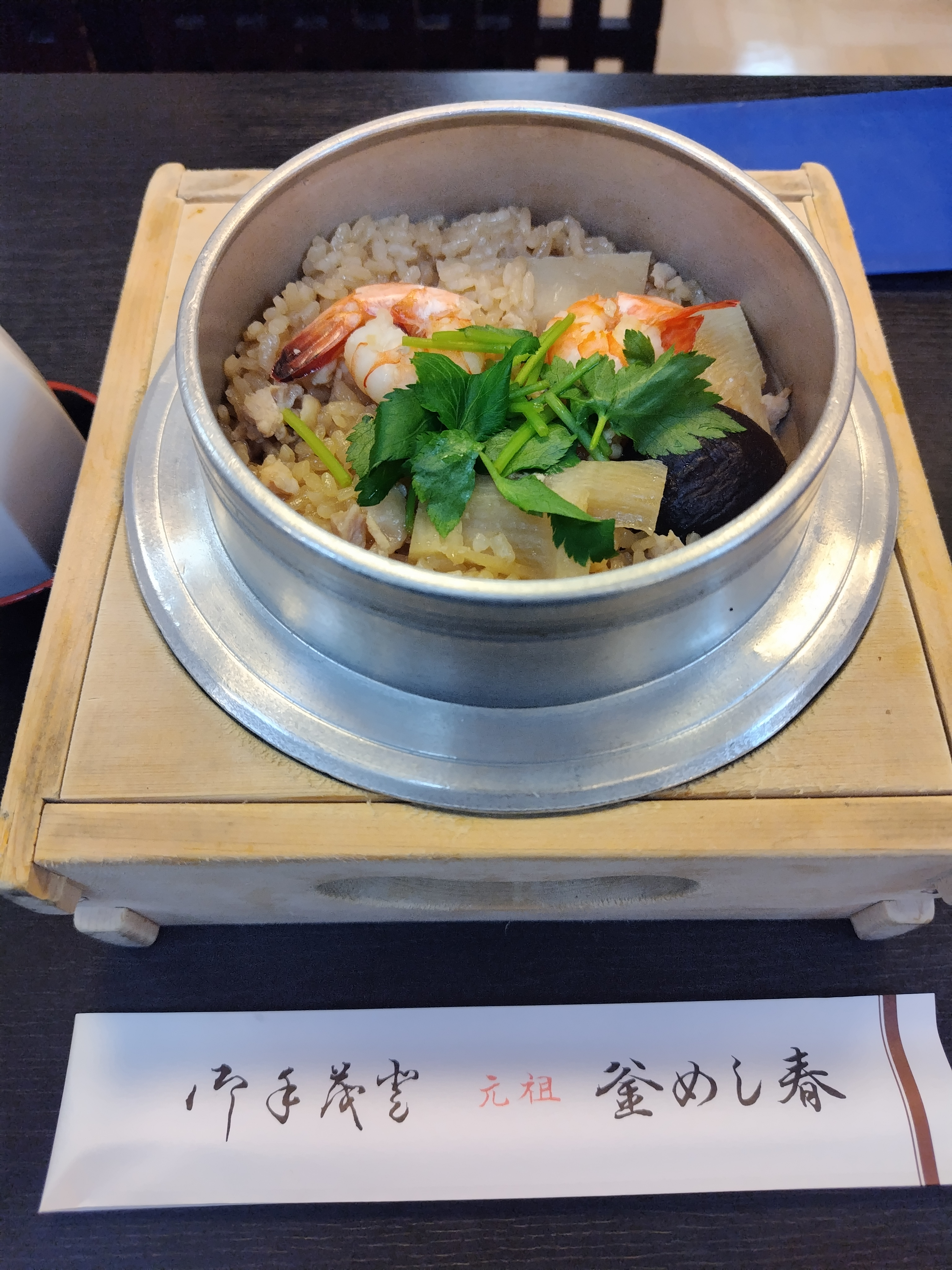
五目釜めし
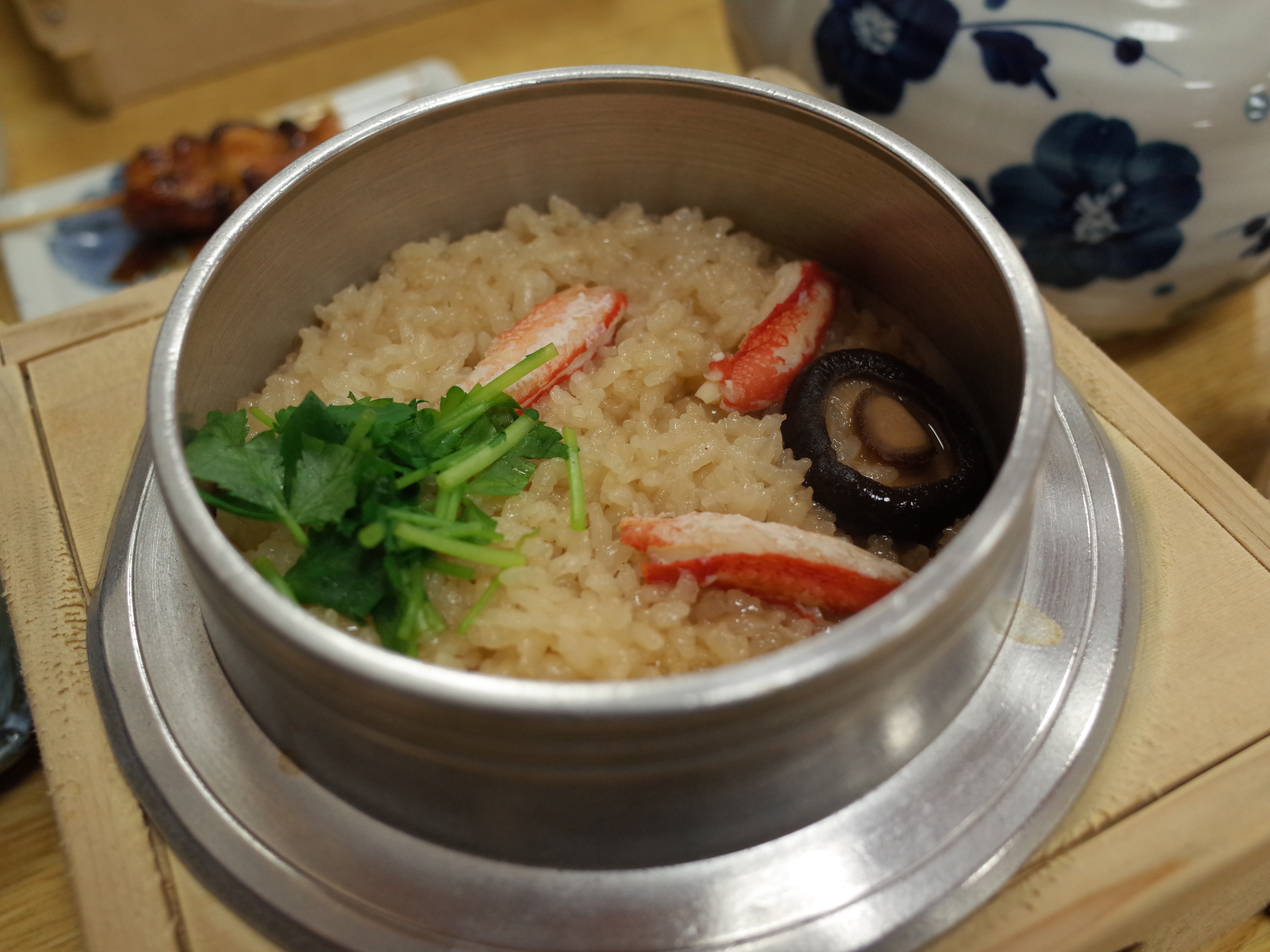
かに釜めし（上野店）
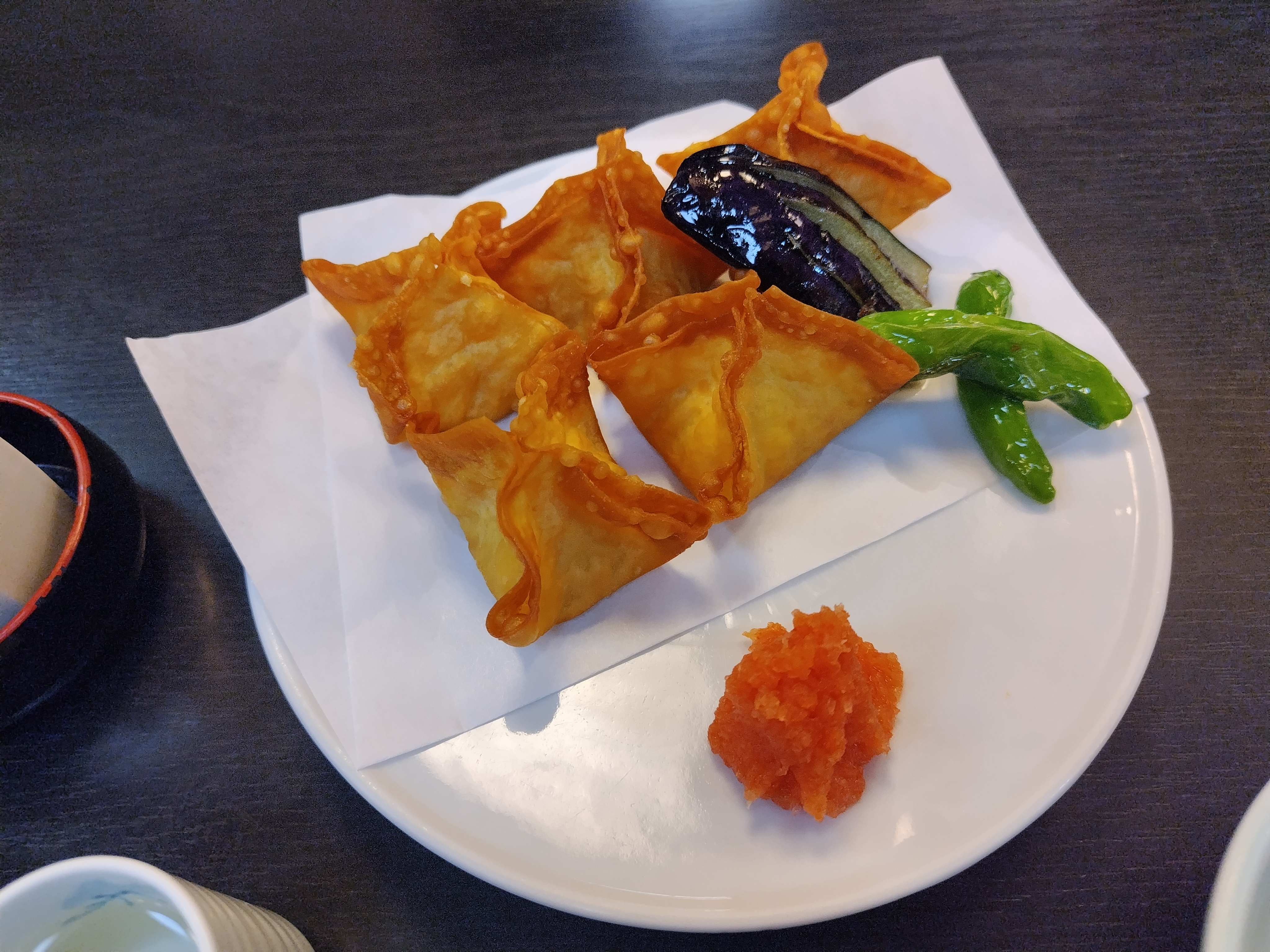
えび揚げしん丈

## 店舗
雷門通りと新仲見世の間を南北に結ぶ公園通り沿いに位置し、最寄り駅はつくばエクスプレス浅草駅であるが、東武伊勢崎線・地下鉄銀座線・都営浅草線の浅草駅、銀座線田原町駅からも徒歩5～6分ほどである。1階席と2階席があり、総席数は160席。戦後に、上野アメ横近くに支店を設けたが、2022年に閉店している。